# Евцин (Лодзинське воєводство)
Евцин (пол. Ewcin) — село в Польщі, у гміні Бендкув Томашовського повіту Лодзинського воєводства.
Населення — 111 осіб (2011).
У 1975-1998 роках село належало до Пйотрковського воєводства.

## Демографія
Демографічна структура станом на 31 березня 2011 року:
|          | Загалом | Допрацездатний вік | Працездатний вік | Постпрацездатний вік |
| -------- | ------- | ------------------ | ---------------- | -------------------- |
| Чоловіки | 54      | 13                 | 30               | 11                   |
| Жінки    | 57      | 19                 | 30               | 8                    |
| Разом    | 111     | 32                 | 60               | 19                   |